# Michel Barnier
Michel Jean Barnier (La Tronche, 9 gennaio 1951) è un politico francese, Primo ministro della Repubblica francese dal 5 settembre al 13 dicembre 2024.
In precedenza, dal 1999 al 2004 e dal 2010 al 2014, ha ricoperto vari incarichi come Commissario europeo nelle Commissioni Prodi e Barroso II. Dal 30 giugno 2016 al 31 marzo 2021 ha ricoperto la carica di "Capo negoziatore europeo per l'uscita del Regno Unito dalla UE".
Il 4 dicembre 2024 l'Assemblea Nazionale, con il voto favorevole del Nuovo Fronte Popolare e del Rassemblement National, ha approvato una mozione di sfiducia al Governo da lui presieduto, causandone la caduta.

## Biografia
All'età di 14 anni entra nel movimento giovanile aderente al Raggruppamento per la Repubblica. Dopo essersi laureato all'ESCP Europe di Parigi nel 1972, si dedica esclusivamente alla politica.

## Carriera politica

### Mandati nazionali e locali
Eletto deputato all'Assemblée Nationale nel 1978, 1981, 1986, 1988 e 1993. Eletto senatore nel 1995, si dimette per l'incompatibilità tra mandato parlamentare e di governo. Senatore dal 1997 al 1999. È stato inoltre presidente del consiglio generale della Savoia dal 1982 al 1999.

### Incarichi di governo ed europei (1993-2004)
Dapprima ministro dell'Ambiente nel governo di Édouard Balladur (1993-1995), poi ministro delegato per gli Affari Europei nel governo di Alain Juppé (1995-1997), dal 1999 al 2004 Barnier è membro della Commissione europea, con l'incarico della politica regionale e della riforma delle istituzioni. Dei due membri francesi, è quello nominato dal presidente della Repubblica Jacques Chirac, essendo il secondo membro Pascal Lamy espressione del primo ministro socialista Lionel Jospin.
Nella primavera 2002 aderisce all'Unione per un Movimento Popolare (UMP), per poi ricoprire la carica di ministro degli Affari Esteri nel terzo governo di Jean-Pierre Raffarin (dal 31 marzo 2004 al 31 maggio 2005).

### Consigliere e poi ministro di Nicolas Sarkozy (2005-2009)
Il 31 maggio 2005 è escluso dal governo di Dominique de Villepin, probabilmente perché ritenuto uno dei responsabili della disfatta al referendum sulla Costituzione europea del 29 maggio 2005, che ha visto una netta prevalenza del voto contrario.
Consigliere di Stato dal 15 settembre 2005. Dal 2006 è uno dei consiglieri più ascoltati del candidato alla presidenza della Repubblica Nicolas Sarkozy, eletto presidente il 6 maggio 2007. Non fa parte del governo di François Fillon insediatosi il 18 maggio di quell'anno, ma all'indomani delle elezioni legislative del 17 giugno 2007, in occasione di un rimpasto, è nominato Ministro dell'Agricoltura.

### Europarlamentare (2009-2010)
Candidato dell'UMP alle elezioni per il rinnovo del Parlamento europeo del 4 giugno 2009, è eletto e, di conseguenza, il 24 giugno lascia l'incarico ministeriale per incompatibilità con il mandato parlamentare.

### Commissario europeo (1999-2004, 2010-2014)

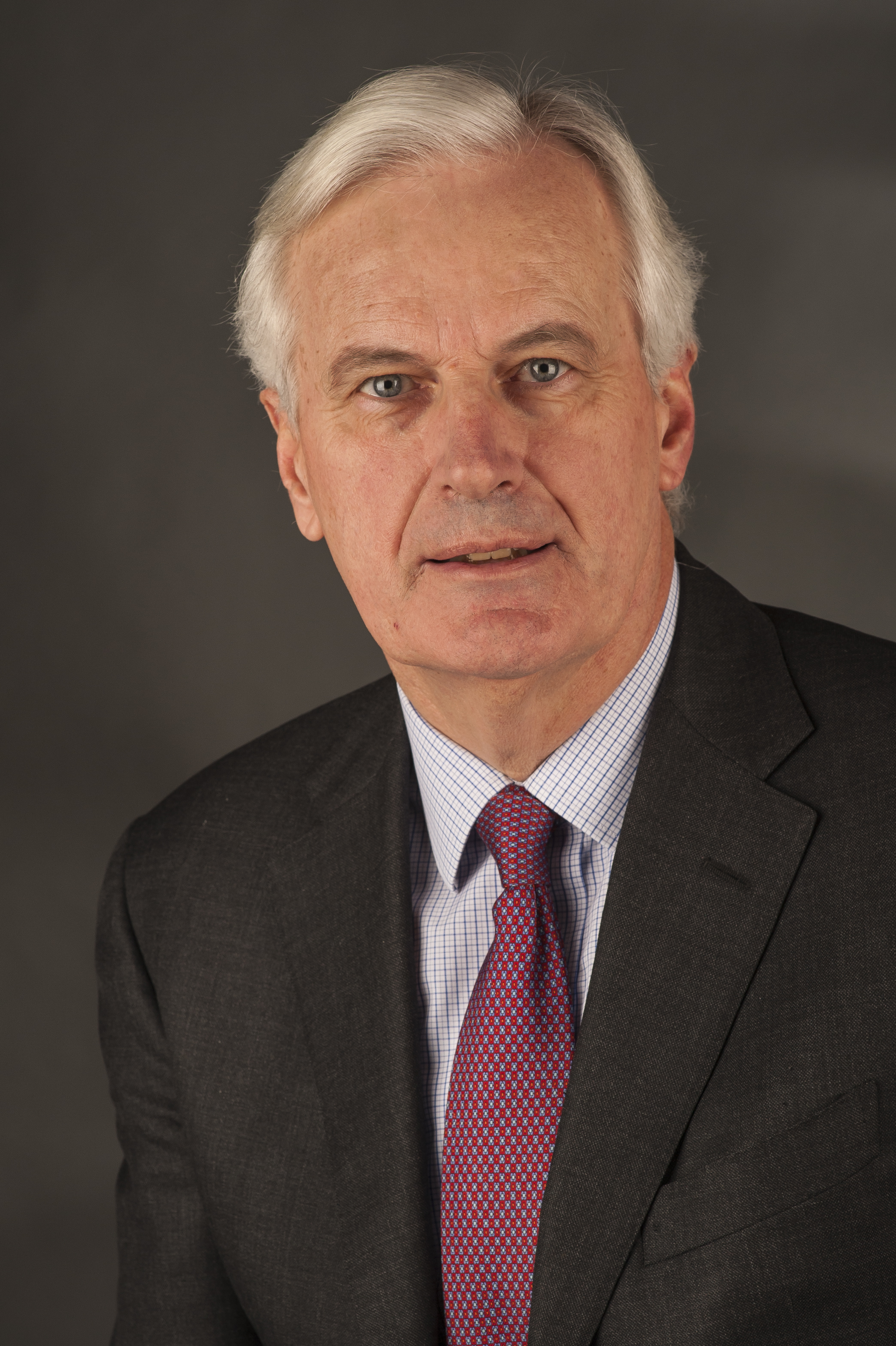
Ritratto ufficiale del Commissario europeo Michel Barnier, 2014.

Il 27 novembre 2009 è designato dal governo di François Fillon come commissario europeo. Il presidente della Commissione José Barroso gli ha affidato il portafoglio del Mercato interno e dei Servizi finanziari. Il suo mandato ha avuto inizio il 10 febbraio 2010. Il 26 febbraio 2014 venne promulgata la direttiva europea 2014/26 "sulla gestione collettiva dei diritti d'autore e dei diritti connessi e sulla concessione di licenze multiterritoriali per i diritti su opere musicali per l'uso online nel mercato interno". Quest'ultima è anche conosciuta come "direttiva Barnier", in quanto Michel Barnier ne fu il relatore.
Dopo l'elezione di Antonio Tajani al Parlamento europeo, dal 1° al 17 luglio 2014 ha assunto ad interim anche l'incarico di Commissario europeo per l'industria e l'imprenditoria. Il suo incarico è terminato con quello della Commissione Barroso II il 31 ottobre 2014. Il 17 febbraio 2015 è stato nominato da Jean-Claude Juncker consigliere speciale per la politica europea di sicurezza e di difesa.
Il 27 luglio 2016 Juncker lo indica come capo di un nuovo gruppo di lavoro della Commissione responsabile dei negoziati sulla Brexit.

### Primo ministro della Francia (2024)
Il 5 settembre 2024 il Presidente della Repubblica Emmanuel Macron nomina Barnier come nuovo Primo ministro per risolvere lo stallo politico determinatosi successivamente alle elezioni legislative dello stesso anno.
La nomina di Barnier è arrivata, infatti, a quasi due mesi e mezzo dalle elezioni, dopo una lunga lista di nomi scartati, tra cui Lucie Castets (proposta dalla coalizione di centro-sinistra, ma non gradita a Emmanuel Macron poiché, secondo le sue rilevazioni, non avrebbe potuto governare stabilmente), l'ex Primo Ministro Bernard Cazeneuve, il funzionario Thierry Beaudet ed il Presidente della Regione dell'Alta Francia Xavier Bertrand.
Il 5 dicembre 2024, a seguito dell'approvazione di una mozione di sfiducia da parte dell'Assemblea Nazionale, rassegna le dimissioni, rimanendo in carica per gli affari correnti fino alla nomina di François Bayrou.